# ジャック・サンテール
ジャック・サンテール（Jacques Santer、1937年5月18日 - ）は、ルクセンブルクの政治家、第22代首相。第9代欧州委員会委員長。

## 経歴
1937年5月18日にワッセンビルヒに生まれる。1959年にパリ政治学院を卒業し、1961年に法学博士となった。弁護士や、労働・社会保障省のアタッシェ等として活動する。
キリスト教社会人民党に属し、1972年から1974年まで第1次ピエール・ヴェルナー内閣で文化政策の政務官・労働・社会保障省の政務官を務める。1975年から1979年まで欧州議会議員、1979年から1989年まで、第2次ピエール・ヴェルナー内閣で財務大臣、労働・社会保障大臣を務めた。
1984年にキリスト教社会人民党とルクセンブルク社会主義労働者党による連立政権において首相に就任し、1995年まで務めた。
首相としての業績に単一欧州議定書に関する協議を牽引し、同議定書はルクセンブルク協約の合意から実に20年が経過して発効した。
1995年にサンテールはイギリスの主導でと欧州委員会委員長となった。これはフランスとドイツが主導となって推したベルギーのジャン＝リュック・デハーネ首相をイギリスが拒否した経緯があり、妥協された人事である。
サンテール委員会の一部の委員が関連する汚職が告発され、独立専門家委員会による委員の不作為や違法行為などの不正に対する調査が実施された。委員会による報告では、委員個人として責任に欠いた行為が見受けられるとし、これを受けてサンテール委員会は1999年3月15日、報告書が公表されるその日に総辞職した。
1999年から2004年まで、再び欧州議会議員を務めた。また金融持株会社ゼネラル・メディタラニアン・ホールディングスの取締役も務めていた。
2015年11月に旭日大綬章を受章した。